# Magadihalli, Alur
Magadihalli là một làng thuộc tehsil Alur, huyện Hassan, bang Karnataka, Ấn Độ.